# Xipiu cella-rogenc
El xipiu cella-rogenc (Poospiza rufosuperciliaris) és un ocell de la família dels tràupids (Thraupidae).

## Hàbitat i distribució
Habita boscos humids i espesures de bambú als Andes, de l'est del Perú.